# Pseudomys bolami
Espèce
Statut de conservation UICN

 LC  : Préoccupation mineure
La souris de Bolam (Pseudomys bolami) est une espèce de rongeur de la famille des Muridés originaire d'Australie. C'est l'un des rares mammifères placentaires qui n'ait pas été introduit par l'homme en Australie.
Elle mesure 70 mm de long (sans la queue), avec une queue de 85 mm et un poids de 10 g. Sa fourrure est beige sur le dos, blanche sur le ventre. Elle a de grandes oreilles.